# Hypenetes irwini
Hypenetes irwini là một loài ruồi trong họ Asilidae. Hypenetes irwini được Oldroyd miêu tả năm 1974. Loài này phân bố ở vùng nhiệt đới châu Phi.